# Hospital de IFEMA
Hospital de IFEMA, llamado también Hospital de campaña de IFEMA o arca de Noé, fue un hospital público temporal instalado en los pabellones 7 y 9 del recinto ferial de IFEMA en Madrid (España), bautizados como La Paz y Puerta de Hierro. Se puso en marcha por el gobierno de la Comunidad de Madrid con motivo de la crisis sanitaria provocada por la pandemia de COVID-19, y estuvo funcionando desde el 22 de marzo de 2020 hasta el 1 de mayo mismo año.

## Contexto
Ante la situación de presión asistencial en los centros médicos de la Comunidad de Madrid, el gobierno regional buscó descongestionar las hospitalizaciones mediante la instalación de un hospital de campaña en uno de los recintos vacíos más grande de la capital de España. Así el 21 de marzo comenzaron las labores de acondicionamiento de IFEMA.

## Descripción
El recinto, acondicionado de urgencia en 48 horas por el Gobierno de la Comunidad de Madrid, el Ministerio de Sanidad y la Unidad Militar de Emergencias debido al estado de alarma en España por la pandemia de coronavirus, alberga unas 5 500 camas para pacientes hospitalizados y en UCI infectados por Covid-19. Diversas empresas, como Telefónica, Ikea, El Corte Inglés o Carrefour, donaron material para la instalación del hospital temporal. Por su parte, la UME con la ayuda de profesionales en paro construyeron 300 metros cuadrados del sistema de oxígeno.
El espacio de los dos pabellones es de 35 000 metros cuadrados, con 1 300 camas distribuidas a una distancia de seguridad de 3 metros entre ellas. El hospital cuenta con un personal de alrededor de 1000 sanitarios de atención primaria, entre médicos, enfermeros y auxiliares, que atienden a los ingresados de lunes a viernes de mañana y tarde, mientras que las noches y los fines de semana  efectivos del Samur-Protección Civil y del Summa 112 son quienes se encargan de las labores hospitalarias.

## Cronología

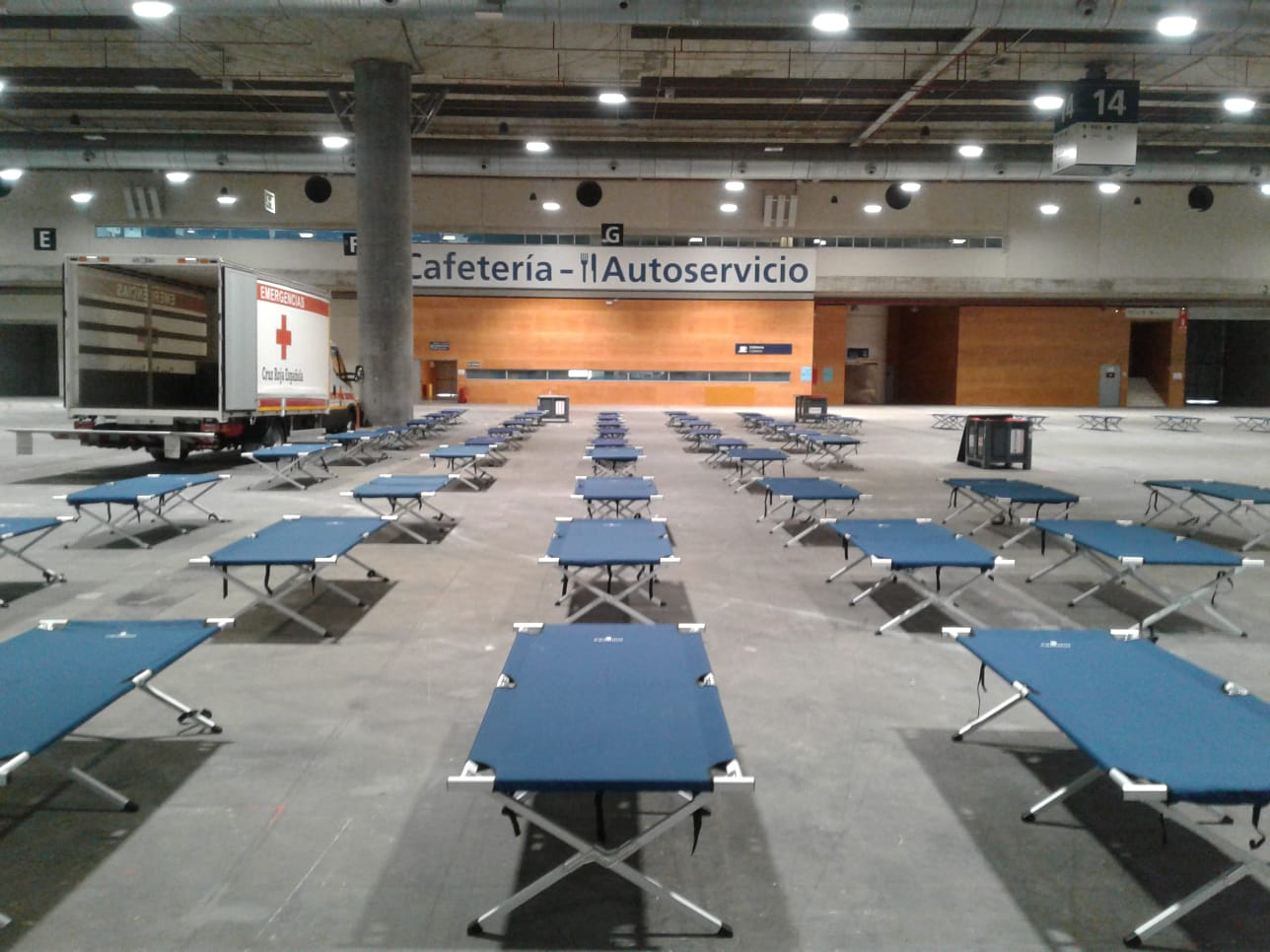
Imagen del 16 de marzo de 2020. El Ayuntamiento habilitó IFEMA para acoger a 150 personas sin hogar durante la crisis del coronavirus.

Los primeros pacientes con sintomatología leve derivados desde otros hospitales de la Comunidad de Madrid ingresaron en el pabellón 5 del hospital de campaña el domingo 22 de marzo.
El fin de semana del 28 y 29 de marzo se registraron quejas de los profesionales que fueron convocados por la falta de equipo médico adecuado y las condiciones del pabellón 5, que posteriormente fue cerrado y los pacientes trasladados al pabellón 7.
Tras la desorganización inicial, el 31 de marzo la OMS felicitó el trabajo realizado. No obstante el personal médico mantuvo sus denuncias.
El día 1 de abril se contabilizaron 1.400 ingresos y 535 altas, según datos proporcionados por Antonio Zapatero, director médico del hospital. Además se habilitaron las primeras 16 camas de UCI.
El 2 de abril, las firmas de moda Valentino, Balmain y Pal Zileri anunciaron la donación de un millón de euros para el hospital temporal.
El 17 de abril se realizó exitosamente la primera intervención quirúrgica a manos del otorrino y diputado del Partido Popular, Eduardo Raboso. También se cerró uno de los pabellones del hospital ante la bajada de la presión asistencial. El 19 de abril, la presidenta de la Comunidad de Madrid, Isabel Díaz Ayuso, anunció que el hospital de IFEMA dejará de funcionar "a finales de mayo".
El 1 de mayo, se cerró el hospital de campaña de IFEMA tras atender a 4 000 pacientes con COVID-19. La Delegación del Gobierno de Madrid abrió una investigación por el acto de clausura del recinto hospitalario.
El 18 de junio, se comenzó la desmantelamiento del hospital, el cual había permanecido intacto por si hubiera surgido un nuevo rebrote.
El 30 de junio, IFEMA retoma su actividad ferial con un evento sobre bioseguridad semipresencial, de la feria internacional de la seguridad integral SICUR.
El 21 de septiembre, El consejero de Sanidad de Madrid, Enrique Ruiz Escudero, anuncia que el hospital podría reabrirse debido a los nuevos rebrotes en Madrid, señalando la necesidad de "voluntarios de hospitales" por el imprevisto.